# Acétyl-coenzyme A carboxylase
L'acétyl-CoA carboxylase (ACCase) est une enzyme très répandue chez les êtres vivants. Elle intervient dans la première étape de la synthèse des acides gras. L'enzyme transfère du bicarbonate pour activer l'acétyl-coenzyme A cytoplasmique (ou plastidique chez les plantes) en malonyl-coenzyme A, intermédiaire métabolique de la synthèse des acides gras. Le bicarbonate est fixé préalablement sur la biotine de l'enzyme, l'énergie de cette fixation étant fournie par l'ATP.
La réaction, réversible, se fait en deux étapes :
- HCO3− + Biotine + ATP  {\displaystyle \rightleftharpoons }  Biotine-COO− + ADP + Pi
- Biotine-COO− + acétyl-CoA  {\displaystyle \rightleftharpoons }  Biotine + malonyl-CoA.

Une isoforme mitochondriale d'ACC1 (mtACC1) joue un rôle partiellement redondant dans la biosynthèse de l'acide lipoïque et donc dans la lipoylation des protéines en fournissant du malonyl-CoA pour la synthèse mitochondriale des acides gras (mtFASII) en tandem avec ACSF3,.

## Pathologie
Les phénotypes cliniques hétérogènes de la maladie métabolique de l'acidurie combinée malonique et méthylmalonique (CMAMMA) due à un déficit en ACSF3 résulteraient d'une compensation partielle d'une isoforme mitochondriale d'ACC1 (mtACC1) pour l'ACSF3 déficient dans la synthèse mitochondriale des acides gras (mtFASII).